# Торговая биржа (Париж)
Торговая биржа (фр. Bourse de commerce) — здание в Париже, долгое время использовавшееся как место для торговли зерном и другими товарами. Со второй половины XX века использовалось парижской торговой палатой для своих нужд, с 2021 года — музей.
Построено в 1763—1767 годах для хранения и продажи зерна. Представляло собой здание круглой формы с внутренним двором под открытым небом, которое позже было увенчано деревянным куполом, заменённым в 1811 году медным (поддерживаемым железной каркасной конструкцией). В ходе крупной реконструкции 1888—1889 годов большая часть конструкции была заменена, хотя планировка осталась прежней; купол был сохранён, в его конструкцию были добавлены стекло и другие элементы.
С 2021 года здание является парижской выставочной площадкой коллекции Франсуа Пино. Купол здания внесён в список исторических памятников Парижа.

## История

### Ранние постройки
Между 1574 и 1584 годами Жан Буллан (1515—1578) построил на этом месте особняк (отель) для Екатерины Медичи (1519—1589). Башня со смотровой площадкой, ныне именуемая колонной Медичи, была построена рядом с особняком, с целью наблюдения за звёздами в астрологических целях. Поместье королевы позже было куплено Карлом де Бурбон-Суассоном, который отремонтировал и расширил его. Здание было преобразовано и стало называться Hôtel de Soissons. Последним его владельцем был Виктор Амадей Савойский (1690—1741). После его смерти в 1748 году отель был снесён. Город Париж выкупил колонну Медичи у её нового владельца Лорана Детуша, что и спасло её от разрушения.
Между 1763 и 1767 годами городские власти Парижа построили на этом месте круглое здание для хранения и продажи пшеницы. Так называемая Halle aux blés (зерновая биржа) была спроектирована Николя Ле Камю де Мезьером с круглым центральным двором и двойной лестницей. С 1782 по 1783 год над зданием был построен деревянный купол по проекту Жака-Гийома Леграна и Жака Молино, основанного на принципах, определённых Филибером Делормом. 16 октября 1802 года купол сгорел. Новый дизайн Франсуа-Жозефа Беланже для железного купола, покрытого листами меди, был выбран властями города после некоторых раздумий. Виктор Гюго в своём романе 1831 года «Собор Парижской Богоматери» описал купол как английскую жокейскую кепку, представленную в большом масштабе. В 1873 году биржа была закрыта, а в 1885 году здание было передано Товарной бирже, которая до этого располагалась во Дворце Броньяр.

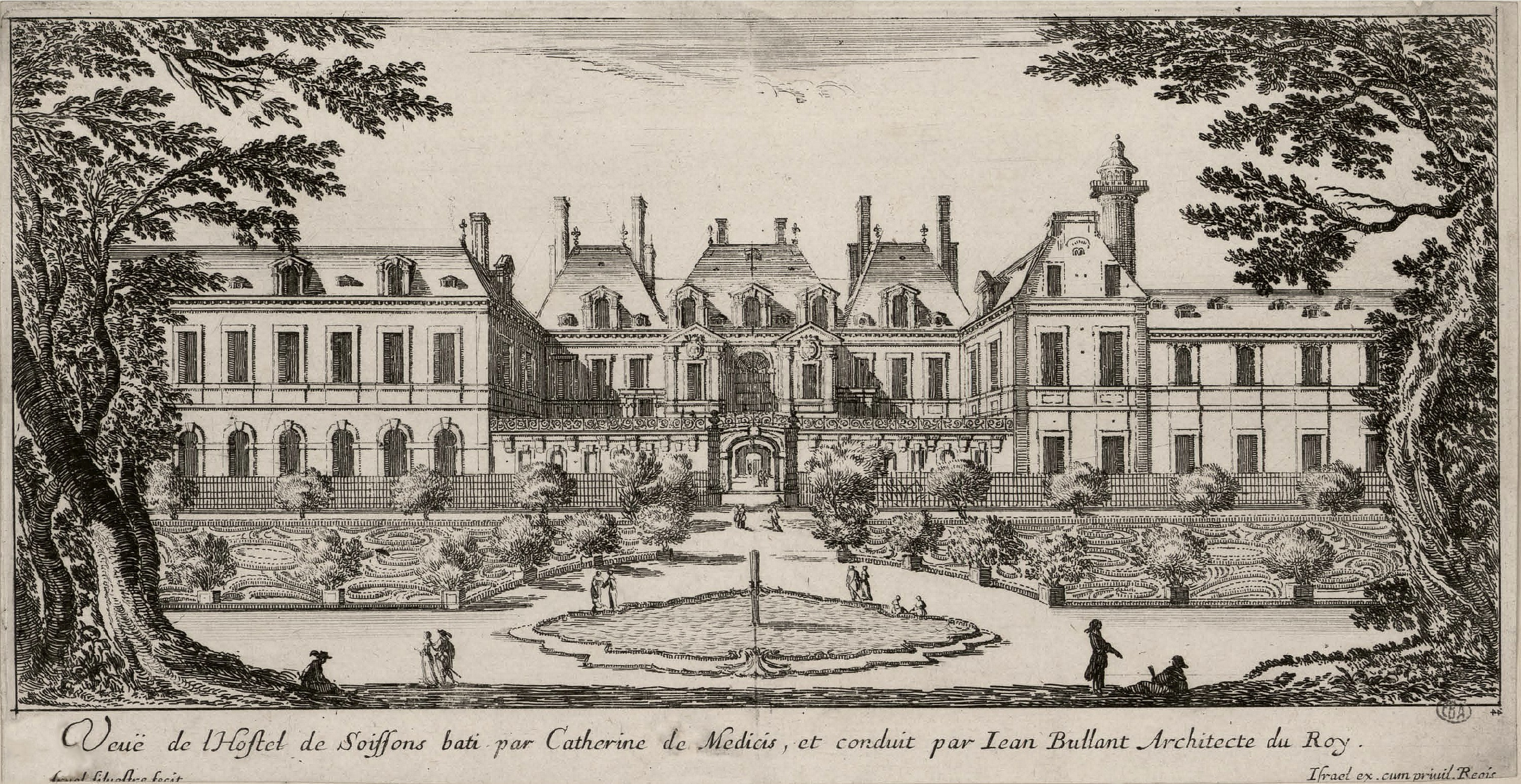
Отель де Суассон
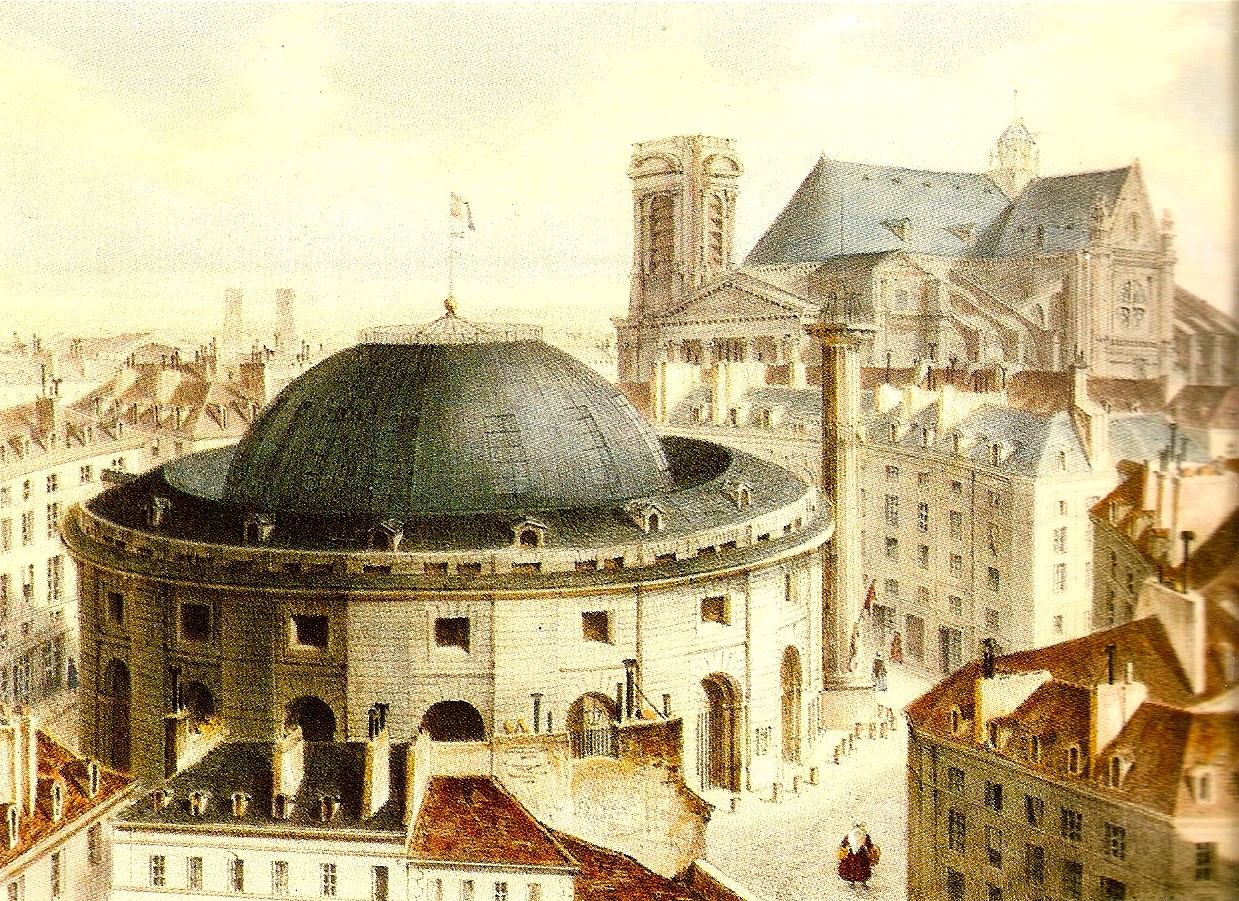
Зерновая биржа в 1838 год
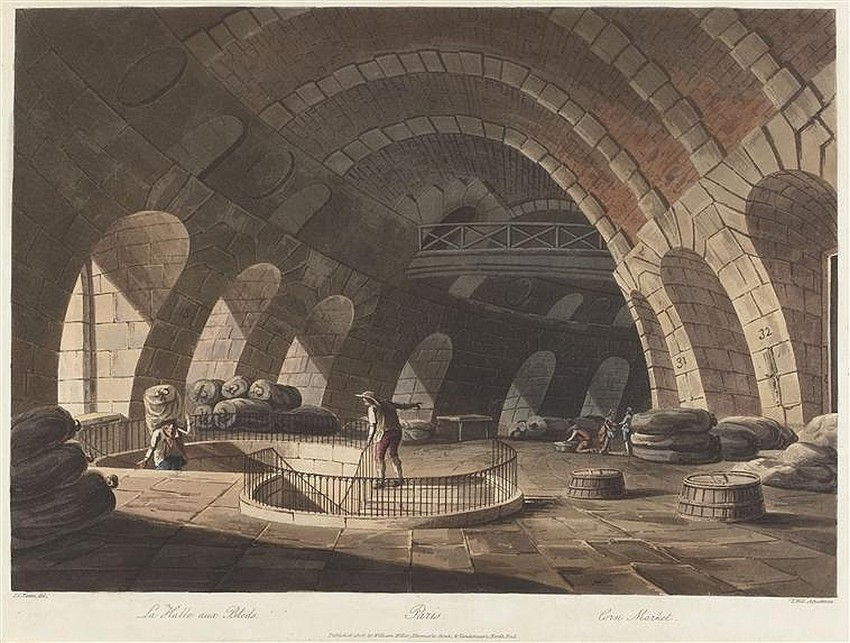
Сводчатый чердак зерновой биржи

### Ремонт 1886 года
В 1885 году Анри Блондель начал капитальный ремонт здания. Строительство велось между 1888 и 1889 годами. Здание, спроектированное Блонделем, по-прежнему имело круглую форму с 25 пролётами, разделёнными двумя пилястрами. Блондель сохранил, но изменил купол. Двойная лестница XVIII века также была сохранена.
Интерьер ротонды украшали художники Алексис-Жозеф Мазероль, Эварист Виталь Люмине, Дезире Франсуа Ложе, Жорж Клерен и Ипполит Люка. Расписные панели изображают персонажей, которые символизируют стороны света Север, Восток, Юг и Запад, а фрески представляют историю торговли между пятью континентами.

### Последние годы
Муниципалитет Парижа продал здание Парижской торговой палате за один символический франк в 1949 году. В 1975 году фрески и купол здания были объявлены памятником. В 1989 году был проведён капитальный ремонт. Фрески были отреставрированы в 1998 году.

## Коллекция Пино
В 2016 году мэр Парижа Анн Идальго предложила коллекционеру и меценату Франсуа Пино аренду торговой биржи на 50 лет за единовременную сумму в 15 миллионов евро плюс ежегодные сборы. Вскоре после этого городской совет Парижа одобрил проект по превращению здания в выставочное пространство для современного искусства, включая предметы из частной коллекции Пино, насчитывающей более 3500 работ, оцениваемых в сумму порядка 1,25 миллиарда евро. В 2017 году Пино публично представил проект архитектора Тадао Андо по размещению внутри здания бетонного цилиндра высотой более 9 метров, который станет главной выставочной галереей биржи. Стоимость преобразования внутреннего убранства здания в выставочное пространство составила 170 миллионов долларов.
Открытие биржи было назначено на лето 2020 года, однако оно было отложено из-за пандемии COVID-19 во Франции. Открытие состоялось в середине мая 2021 года. Окончательная стоимость ремонта составила 195 миллионов долларов. Первая проведённая в здании биржи выставка называлась «Увертюра», подразумевая вступительную пьесу, исполняемую в начале оперы. На выставке были представлены работы нескольких художников, включая Урса Фишера, Керри Джеймса Маршалла, Марлен Дюма, Люка Туйманса и Синди Шерман.
По итогам 2021 года художественную экспозицию, расположенную в здании биржи, посетило более 500 000 человек. Музей, расположенный в бирже, занимает 8-е место по посещаемости среди всех художественных музеев Франции и 51-е место среди всех художественных музеев мира.

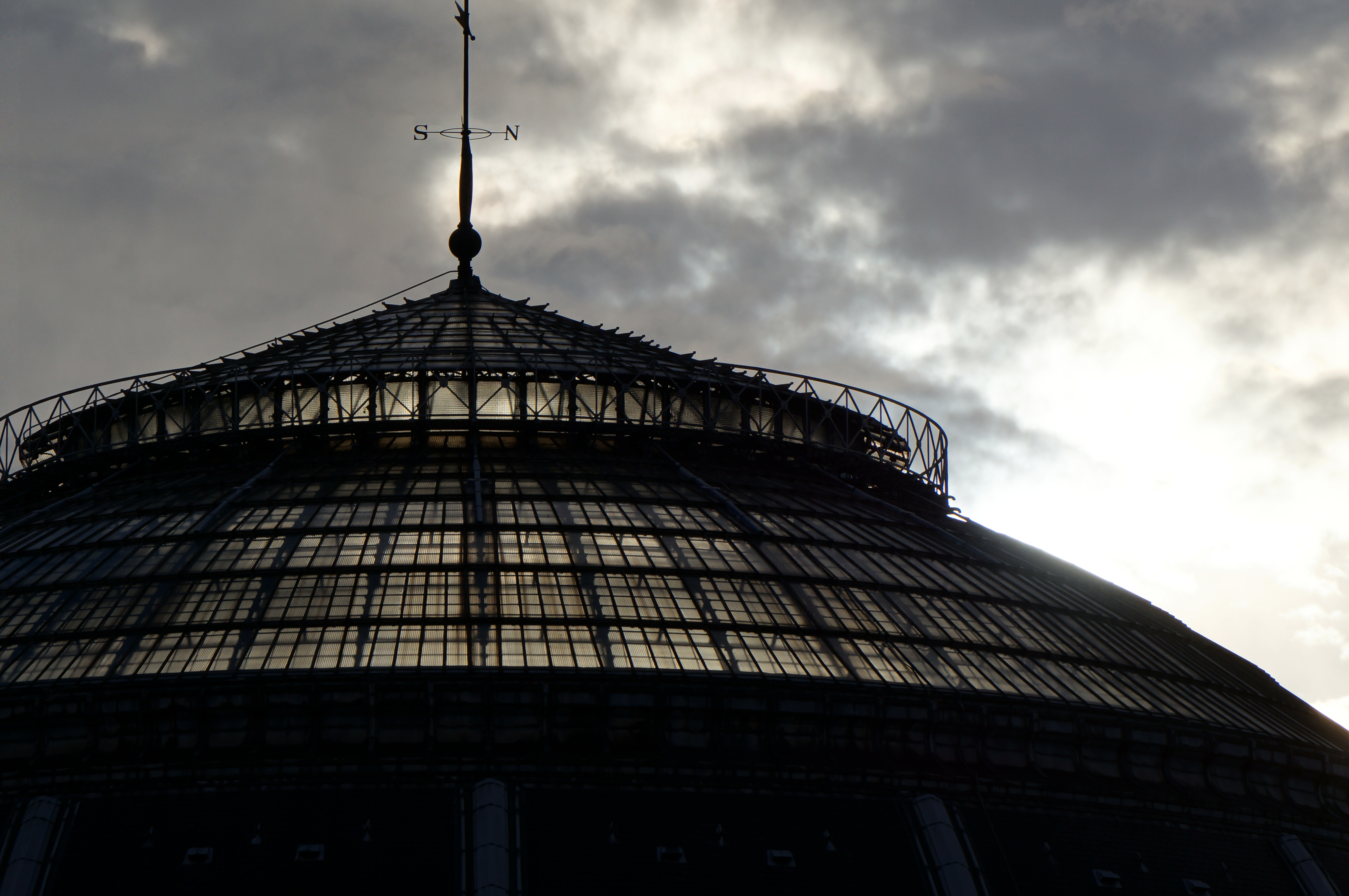
Деталь купола
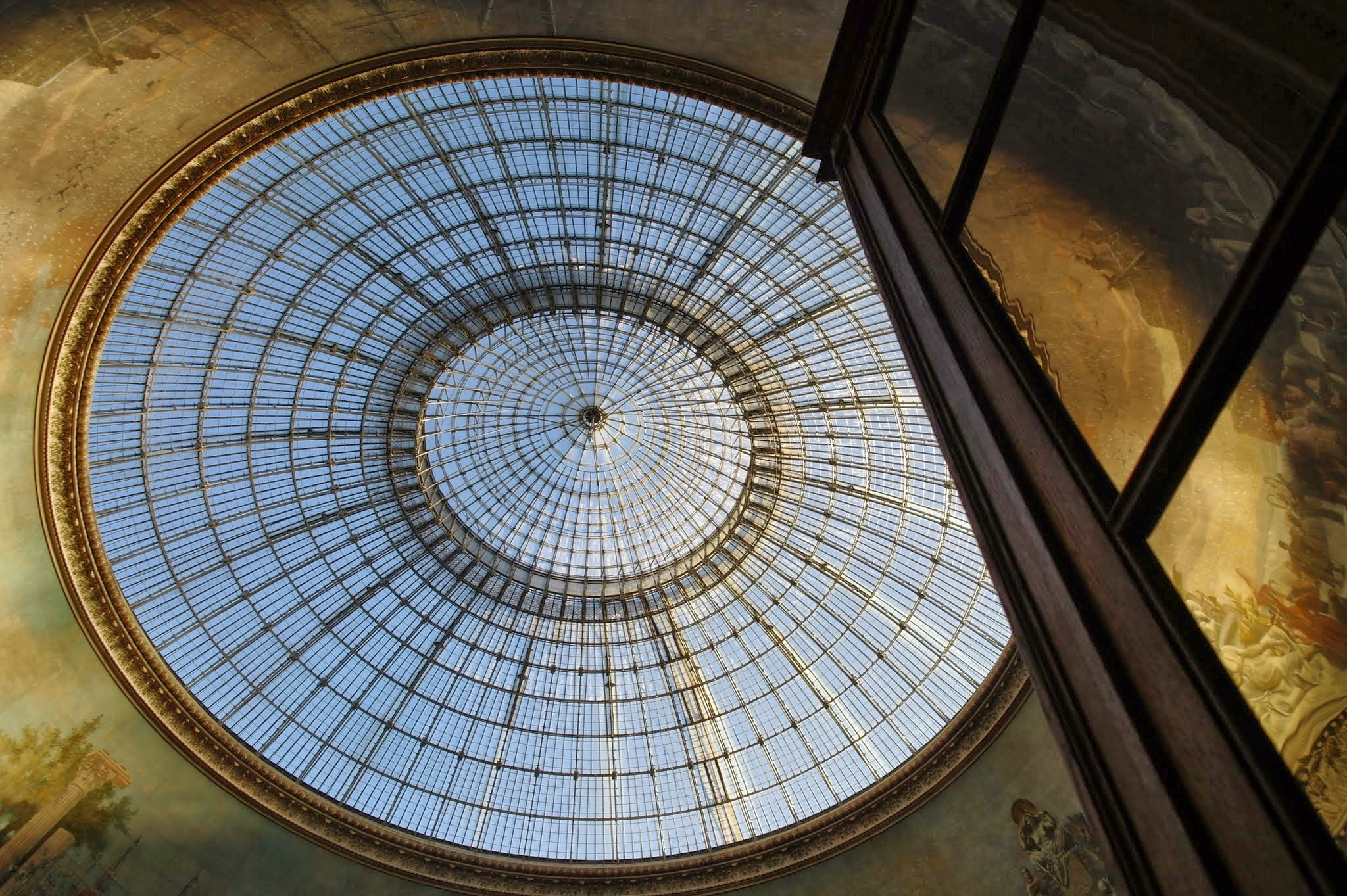
Интерьер купола
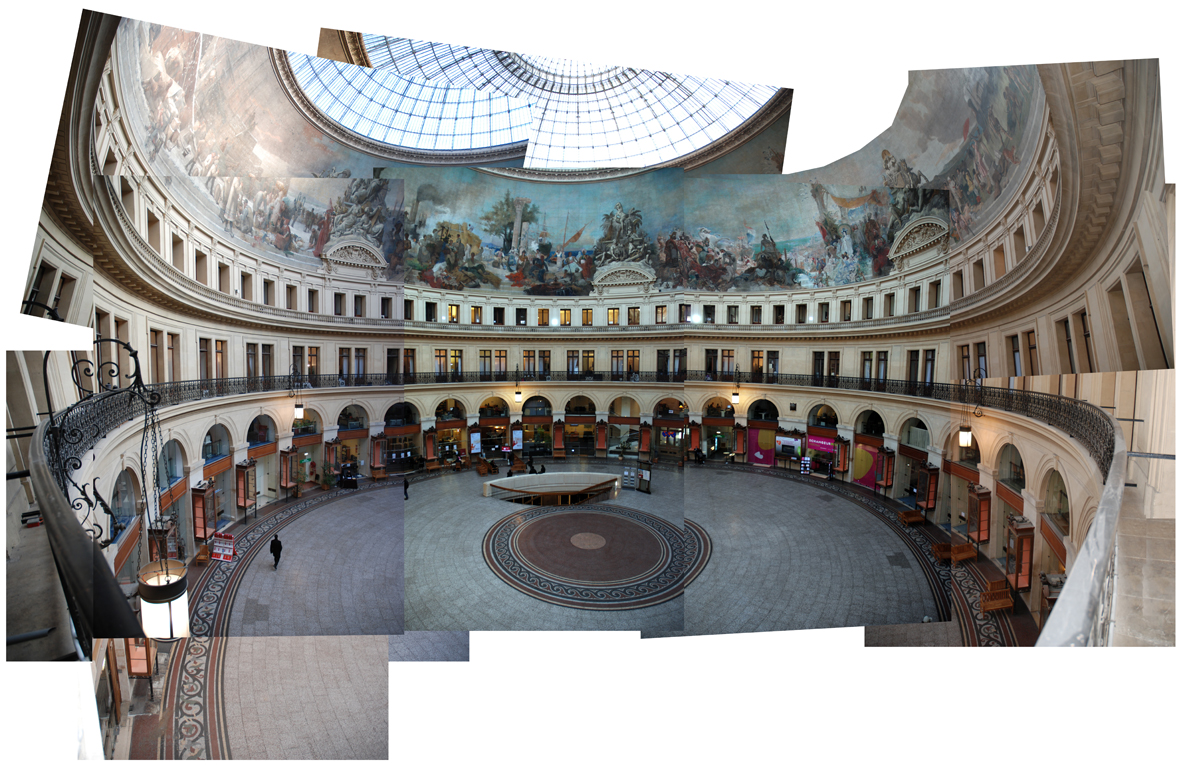
Интерьер до 2020 года
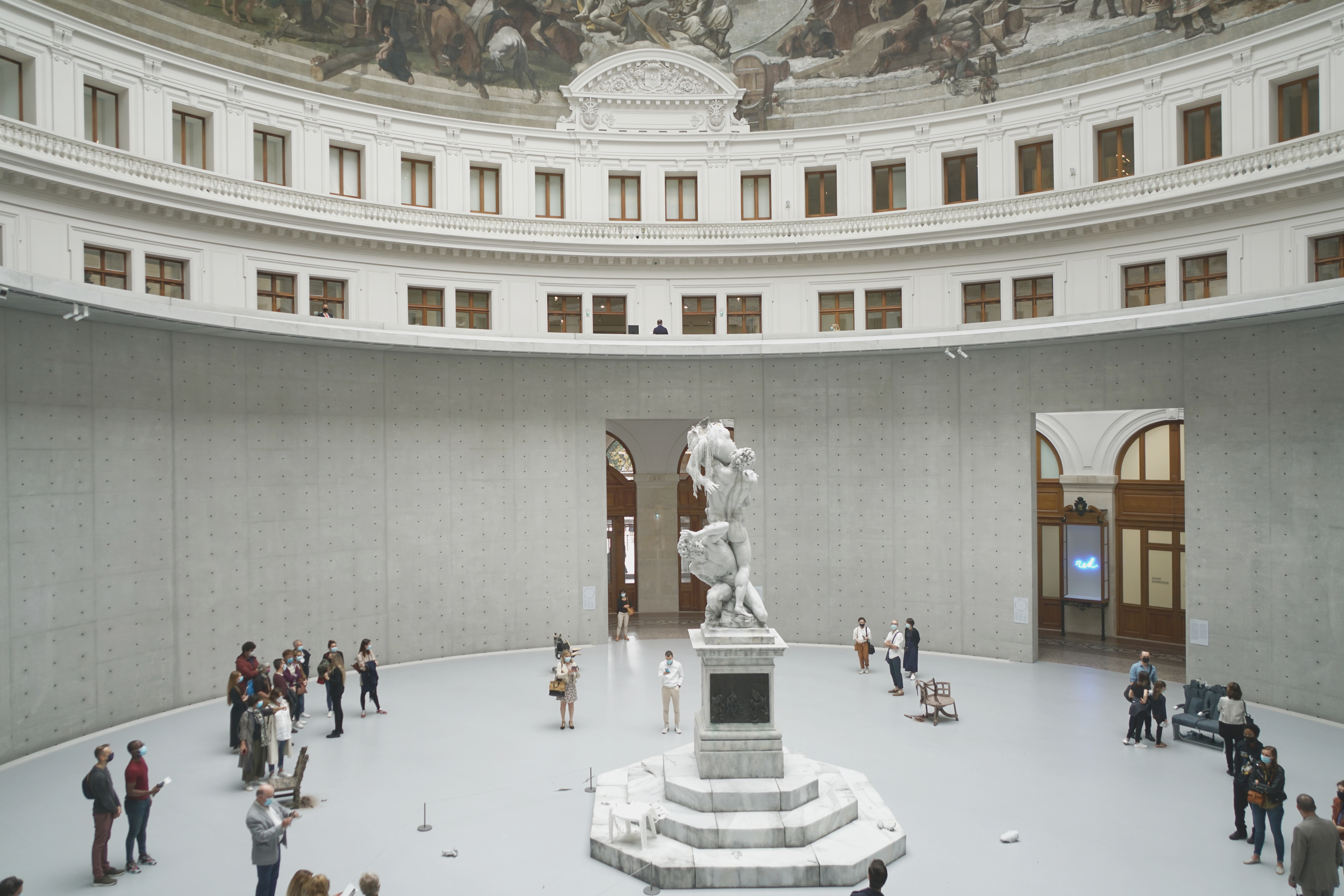
Интерьер с 2020 года
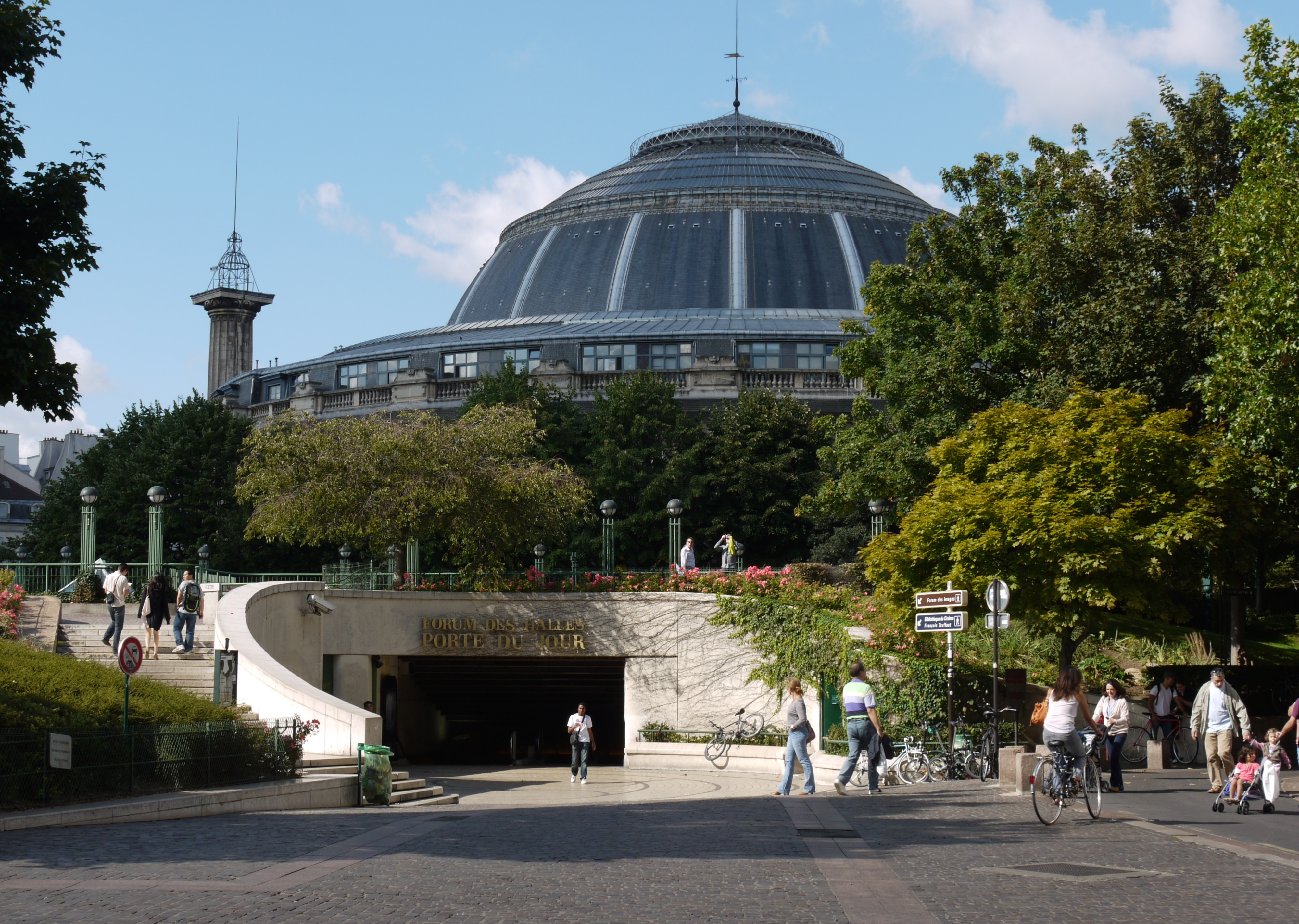
Торговая биржа, 2014 год
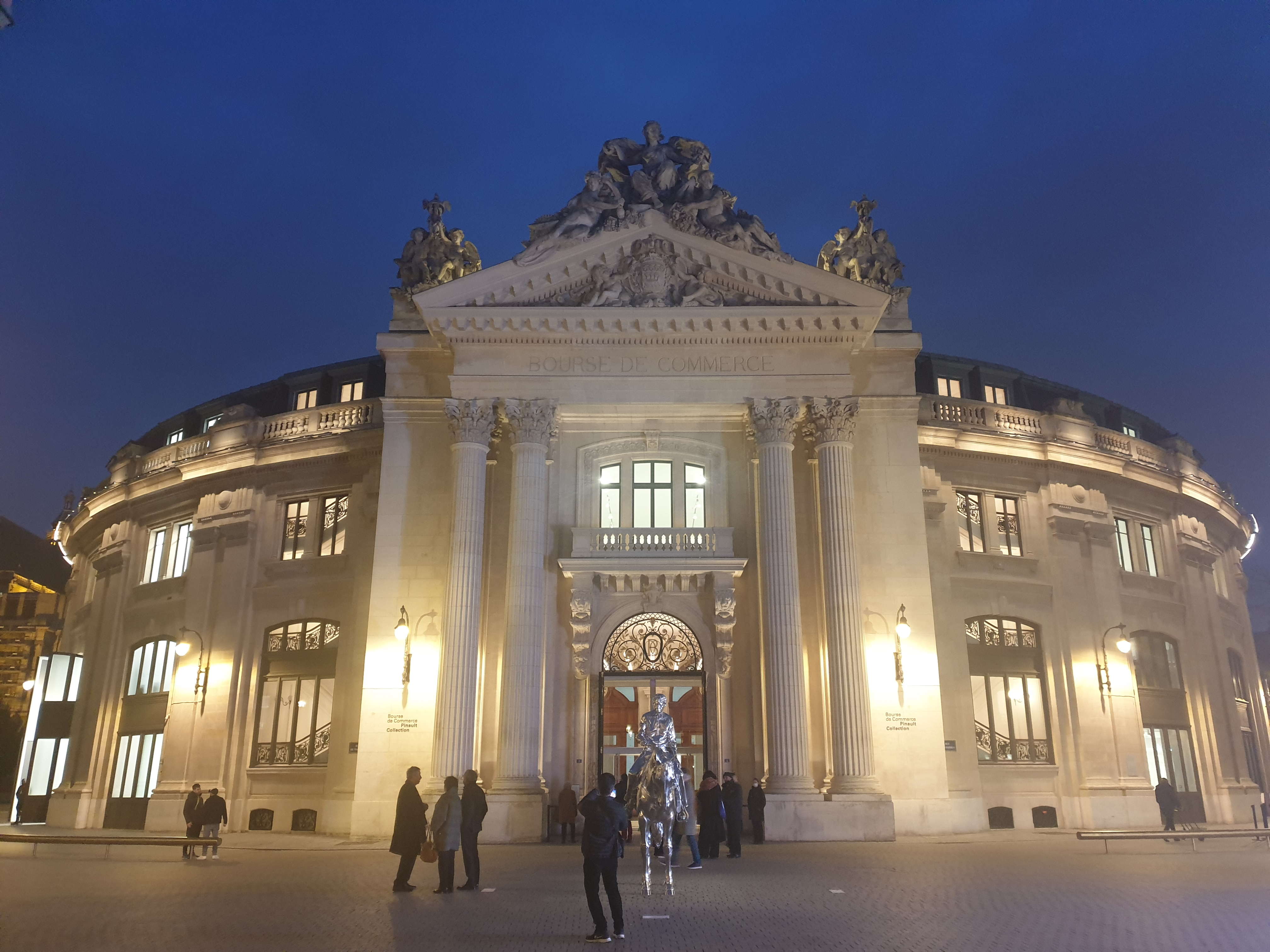
Торговая биржа, 2022 год